# Ariane Mourier
Pour les articles homonymes, voir Mourier.
Ariane Mourier, née le 29 janvier 1981, est une actrice française de cinéma, de théâtre et de télévision.

## Biographie
Elle obtient le Molière de la révélation théâtrale en 2019 pour son rôle dans Le Banquet, pièce mise en scène par Mathilda May.

## Filmographie

### Cinéma
- 2016 : Les Têtes de l'emploi : Conseillère 2
- 2019 : Je suis à côté (court métrage)
- 2021 : Les Tuches 4 : Jordana de Magazone
- 2022 : En roue libre de Didier Barcelo : Jeanne
- 2025 : Avignon de Johann Dionnet : Mathilde

### Télévision
- 2015 : Martin, sexe faible
- 2016 : Les Beaux Malaises d'Éric Lavaine
- 2019 : Family Business
- 2026 : Ceylan de Cathy Verney et Édouard Deluc : Claire

## Théâtre
- 2011 : Embarque-moi
- 2011 : Le Coup de la cigogne
- 2013 : Des pieds et des mains
- 2014 : Le Fils du comique
- 2015 : Les lapins sont toujours en retard
- 2015 : Pour 100 briques t'as plus rien maintenant !
- 2016 : Les Prométhéens
- 2017 : Alimentation générale
- 2018 : Le Banquet
- 2019 : Intra muros
- 2022 : Comme il vous plaira de William Shakespeare, mise en scène Léna Bréban
- 2022 : Les poupées persanes d'Aïda Asgharzadeh, mise en scène Régis Vallée
- 2023 : MATA HARI ou la justice des hommes, mise en scène Delphine Piard

## Distinctions
- Molières 2019 : Molière de la révélation théâtrale pour Le Banquet
- Molières 2022 : Molière de la comédienne dans un second rôle pour Comme il vous plaira